# Ceropegia
Ceropegia es un género de plantas de la familia Apocynaceae. Las especies de este género se distribuyen desde las Islas Canarias en el oeste pasando por África y Asia hasta Australia en el este.

## Descripción
Plantas perennes con especies trepadoras o enanas de tallos suculentos y raíces fibrosas. 

### Hojas
Simples y opuestas, aunque pueden ser rudimentarias o ausentes.

### Flores
Con corola tubular de cinco pétalos, fusionados en las puntas formando una estructura de jaula en algunas especies. Los colores abarcan desde los rojos, púrpuras, amarillos o verdes y tonalidades de todos ellos. Florece en otoño-invierno. Las flores de este género están adaptadas para la polinización por moscas (generalmente hembras) de muchas familias diferentes, incluyendo Milichiidae, Chloropidae, Drosophilidae, Calliphoridae, Ephydridae, Sciaridae, Tachinidae, Scatopsidae, Phoridae y Ceratopogonidae que son atrapadas temporalmente por la flor; sus polinaria siempre se adhieren a las probóscides de las moscas; así tiene lugar la polinización.

## Taxonomía
El género fue descrito por Carlos Linneo y publicado en Species Plantarum 2: 211. 1753.

## Especies de Ceropegia
En este género hay unas 160 especies,
- Ceropegia abyssinica Decne.
- Ceropegia achteni de Wild.
- Ceropegia affinis Vatke
- Ceropegia africana R.Br. con las Variedades: 
  - Ceropegia africana var. africana
  - Ceropegia africana var. barklyi
- Ceropegia ahmarensis Masinde
- Ceropegia albisepta Jumelle & H.Perrier
- Ceropegia ambovombensis Rauh & Gerold
- Ceropegia ampliata E.Meyer (África del Sur y Madagascar)
- Ceropegia antennifera Schltr.
- Ceropegia arabica H.Huber: con las Variedades: 
  - Ceropegia arabica var. arabica
  - Ceropegia arabica var. powysii
  - Ceropegia arabica var. abbreviata
  - Ceropegia arabica var. superba
- Ceropegia arenaria R.A.Dyer
- Ceropegia aridicola W.W.Sm.
- Ceropegia aristolochioides Decne.: Subespecies: 
  - Ceropegia aristolochioides ssp. aristolochioides
  - Ceropegia aristolochioides ssp. deflersiana
- Ceropegia armandii Rauh
- Ceropegia arnottiana Wight
- Ceropegia attenuata Hook.
- Ceropegia ballyana Bullock
- Ceropegia bonafouxii K.Schum.
- Ceropegia bosseri Rauh & Buchloh
- Ceropegia bowkeri Harvey
- Ceropegia bulbosa Roxb.: esta especies es del subcontinente indio
- Ceropegia campanulata G.Don
- Ceropegia cancellata Rchb.
- Ceropegia candelabrum L.
- Ceropegia carnosa E.Meyer
- Ceropegia cataphyllaris Bullock
- Ceropegia ciliata Wight
- Ceropegia christenseniana Hand.-Mazz.
- Ceropegia cimiciodora Obermeyer
- Ceropegia claviloba Werdermann
- Ceropegia conrathii Schltr.
- Ceropegia convolvuloides A.Richard
- Ceropegia crassifolia Schltr.: Varietäten: 
  - Ceropegia crassifolia var. crassifolia
  - Ceropegia crassifolia var. copleyae
- Ceropegia cufodontii Chiovenda
- Ceropegia cycnifolia R.A.Dyer
- Ceropegia damannii Stopp
- Ceropegia descaisneana Wight
- Ceropegia decidua E.A.Bruce: Subespecies: 
  - Ceropegia decidua ssp. decidua
  - Ceropegia decidua ssp. pretoriensis
- Ceropegia deightonii Hutchinson & Dalziel
- Ceropegia denticulata K.Schum.
- Ceropegia dichotoma Haworth (Canarias), subespecies: 
  - Ceropegia dichotoma ssp. dichotoma
  - Ceropegia dichotoma ssp. krainzii
- Ceropegia dimorpha Humbert
- Ceropegia dinteri Schltr.
- Ceropegia distincta N.E.Br. (Sudáfrica)
- Ceropegia dolichophylla Schltr.
- Ceropegia ensifolia Beddome
- Ceropegia evansii McCann
- Ceropegia exigua H.Huber
- Ceropegia fantastica Sedgwick
- Ceropegia filiformis (Burchell) Schltr.
- Ceropegia filipendula K.Schum.
- Ceropegia fimbriata E.Meyer: subespecies: 
  - Ceropegia fimbriata ssp. fimbriata
  - Ceropegia fimbriata ssp. connivens
  - Ceropegia fimbriata ssp. geniculata
- Ceropegia fimbriifera Beddome
- Ceropegia floribunda N.E.Br.
- Ceropegia foliosa Bruyns
- Ceropegia fortuita R.A.Dyer
- Ceropegia fusca (Rotbraune Leuchterblume) Bolle (Canarias)
- Ceropegia galeata H.Huber
- Ceropegia gikyi Rauh & Gerold
- Ceropegia gilgiana Werdermann
- Ceropegia haygarthii Schltr. (Sudáfrica)
- Ceropegia hermannii Rauh & M.Teissier
- Ceropegia hirsuta Wight & Arnott
- Ceropegia hofstaetteri Rauh
- Ceropegia hookeri C.B.Clarke ex Hook.f.
- Ceropegia humbertii H.Huber
- Ceropegia illegitima H.Huber
- Ceropegia imbricata E.A.Bruce & P.R.O.Bally
- Ceropegia inflata Hochstetter ex Chiovenda
- Ceropegia inornata P.R.O.Bally ex Masinde
- Ceropegia insignis R.A.Dyer
- Ceropegia jainii Ansari & Kulkarni
- Ceropegia johnsonii N.E.Br.
- Ceropegia juncea Roxb.
- Ceropegia keniensis Masinde
- Ceropegia kituloensis Masinde
- Ceropegia konasita Masinde
- Ceropegia kundelunguensis Malaisse
- Ceropegia lawii Hook.f.
- Ceropegia ledermannii Schltr.
- Ceropegia leroyi Rauh & Marnier-Lapostolle
- Ceropegia lindenii Lavranos
- Ceropegia linearis E.Meyer: Subespecies: 
  - Ceropegia linearis ssp. linearis
  - Ceropegia linearis ssp. debilis
  - Ceropegia linearis ssp. tenuis
  - Ceropegia linearis ssp. woodii (Syn.: Ceropegia woodii)
- Ceropegia linophylla H.Huber
- Ceropegia longifolia Wallich
- Ceropegia loranthiflora N.E.Br.
- Ceropegia macrantha Wight: subcontinente indio, Himalayas hasta Laos beh
- Ceropegia madagascariensis Decne
- Ceropegia mahabalei Hemadri & Ansari
- Ceropegia mairei (Léveillé) H.Huber
- Ceropegia maiuscula H.Huber
- Ceropegia media (H.Huber) Ansari
- Ceropegia meleagris H.Huber
- Ceropegia mendesii Stopp
- Ceropegia meyeri-johannis Engler
- Ceropegia monticola W.W.Smith
- Ceropegia muliensis W.W.Smith
- Ceropegia multiflora: Subespecies: 
  - Ceropegia multiflora ssp. multiflora
  - Ceropegia multiflora var. tentaculata
- Ceropegia muzingana Malaisse
- Ceropegia nana Collett & Hemsl.
- Ceropegia nigra N. E. Br.
- Ceropegia nilotica Kotschy
- Ceropegia noorjahaniae Ansari
- Ceropegia occidentalis R.A.Dyer
- Ceropegia occulta R.A.Dyer
- Ceropegia oculata Hook.
- Ceropegia odorata Nimmo ex Hook.f.
- Ceropegia pachystelma Schltr.
- Ceropegia paohsingensis Tsiang & P.T.Li
- Ceropegia papillata N.E.Br.
- Ceropegia paricyma N.E.Br.
- Ceropegia petignatii Rauh
- Ceropegia poluniniana Bruyns
- Ceropegia porphyrotricha W.W.Smith
- Ceropegia praetermissa J.Raynal & A.Raynal
- Ceropegia pubescens Wallich
- Ceropegia purpurascens K.Schum.
- Ceropegia pusilla Wight & Arnott
- Ceropegia radicans Schltr. subespecies: 
  - Ceropegia radicans ssp. radicans
  - Ceropegia radicans ssp. smithii
- Ceropegia rendallii N.E.Br.
- Ceropegia ringens A.Richard
- Ceropegia ringoetii De Wild.
- Ceropegia robivelonae Rauh & Gerold
- Ceropegia rudatisii Schltr.
- Ceropegia rupicola Deflers: Varietäten: 
  - Ceropegia rupicola var. rupicola
  - Ceropegia rupicola var. stictantha
- Ceropegia salicifolia H.Huber
- Ceropegia sandersonii Decne. ex Hook.f. - planta paracaídas
- Ceropegia santapaui Wadhwa & Ansari
- Ceropegia saxatilis Jumelle & H.Perrier
- Ceropegia scabra Jumelle & H.Perrier
- Ceropegia sepium Deflers
- Ceropegia simoneae Rauh
- Ceropegia sinoerecta M.G.Gilbert
- Ceropegia sobolifera N.E.Br.: variedades: 
  - Ceropegia sobolifera var. sobolifera
  - Ceropegia sobolifera var. nephroloba
- Ceropegia somalensis Chiovenda
- Ceropegia sooteoensis Craib
- Ceropegia speciosa H.Huber
- Ceropegia spiralis Wight
- Ceropegia stapeliiformis: subespecies: 
  - Ceropegia stapeliiformis ssp. stapeliiformis
  - Ceropegia stapeliiformis ssp. serpentina
- Ceropegia stenantha K.Schum.
- Ceropegia stenoloba Hochstetter ex Chiovenda
- Ceropegia stenophylla C.K.Schneid.
- Ceropegia stentiae E.A.Bruce
- Ceropegia striata Meve & Masinde
- Ceropegia subaphylla K.Schum.
- Ceropegia swaziorum 	D.V.Field
- Ceropegia taprobanica H.Huber
- Ceropegia teniana Hand.-Mazz.
- Ceropegia tihamana Chaudhary & Lavranos
- Ceropegia tomentosa Schltr.
- Ceropegia trichantha Hemsl.
- Ceropegia turricula E.A.Bruce
- Ceropegia umbraticola K.Schum.
- Ceropegia vanderystii De Wild.
- Ceropegia variegata Decne.
- Ceropegia verticillata Masinde
- Ceropegia vincifolia Hook.
- Ceropegia volubilis N.E.Br.
- Ceropegia wallichi Wight
- Ceropegia yemensis Meve & Mangelsdorff (África)
- Ceropegia yorubana Schltr.
- Ceropegia zeyheri Schltr. (África del Sur)

## Usos
Se utilizan como planta ornamental de jardines áridos o como planta de maceta. Esta planta requiere pocos cuidados, pero necesita calor y tierra de grano grueso y suelto.
Se propaga por semillas, esquejes y por gajos.

## Curiosidades
Todas las plantas son trepadoras o rastreras excepto las canarias que son arbustos, siendo una masa vertical de gruesos tallos.
Otras especies de Ceropegia en Tenerife: C. fusca, C. chrysantha y C. dichotoma.